# 塞西爾·霍利德
塞西爾·霍利德（Cecil Holliday，1857年—1924年），英國商人，曾於1906年出任上海公共租界工部局總董。他還擔任過万国商团司令。

## 生平
霍利德生於曼彻斯特。 
他于1877年初移居上海，後來出任義記洋行總董。他還加入万国商团並兩度出任萬國商團司令。 
1906年1月，霍利德當選上海公共租界工部局總董。由于与上海公共租界工部局其他董事意見不和，他于1906年8月24日辞职。
1924年7月31日，霍利德在上海法租界的广慈医院去世，之後被安葬在外國墳山（今静安公园），英国駐上海总领事巴爾敦等人出席了葬礼。 

## 家庭
塞西爾·霍利德的妻子是伊丽莎（Eliza）。她于1920年4月去世。 他们育有一子。 